# Everwin I. von Deckenbrock
Everwin I. von Deckenbrock (* vor 1326; † 1351) war ein Ritter, Droste des Domkapitels Münster und Gutsbesitzer.

## Leben

### Herkunft und Familie
Everwin I. von Deckenbrock gehörte der 6. bekannten Generation seiner – später Droste zu Hülshoff  genannten – Familie an und war der jüngste Sohn von Johann III. von Deckenbrock und seiner Frau Christina von  Travelmann. Als zweites Familienmitglied von vielen – nach einem bereits 1147 urkundlichen Everwin Droste –  trug er diesen, an die Herkunft der Familie aus Everswinkel erinnernden, Vornamen, der "Freude am Eber" bedeuten soll.
Er heiratete Hadewich, Witwe des  Hermann von Schonebeck, aus einem im Mittelalter mächtigen, im 19. Jahrhundert erloschenen Adelsgeschlecht, dessen Burg in Sichtweite der heutigen Burg Hülshoff gelegen hatte und am Ende des 13. Jahrhunderts zerstört worden war. Die Schonebeck waren zeitweise auch mit Hülshoff belehnt. Sie brachte vermutlich die Güter Grosse und Kleine Markenbeck in der Bauerschaft Brock in die Ehe.  Obwohl Everwin wohl relativ jung gestorben sein dürfte, bekamen sie zehn Kinder, darunter die Söhne Alhard I. von Deckenbrock (seinen Nachfolger), Johann und Engelbert sowie die Töchter Christina, Ermengard, Beatrix, Adelheid und Margaretha.
Er starb, kurz nach seinem Vater, 1351 an der Pest. Sein älterer Bruder Wessel überlebte die Pest und wurde 1352 Dechant des Stifts St. Mauritz (Münster) und spätestens 1376 bischöflicher Offizial (der erste von dreien aus seiner Familie). Ebenso überlebte der Bruder Heinrich die Pest und wurde der erste Kanonikus aus seiner Familie am Stift St. Martini (Münster). Seine Schwester Adelheid heiratete den Ritter Ludwig von Münster.

### Gutsbesitz
Everwin war der jüngste Sohn, hatte aber, weil sein ältester Bruder früh gestorben war und der zweite Geistlicher geworden war,  die Güter bei Everswinkel, darunter Grosse Deckenbrock, geerbt. Außerdem war er Besitzer der – Telgenland genannten – Güter bei Altenberge und verkaufte 1350 die Höfe Große und Kleine Markenbeck in Roxel. Daran sieht man, dass Everwin schon damals Grundbesitz in der Nähe von Burg Hülshoff erworben hatte, die spätestens 1406 der Familie seiner Frau gehört hat.

### Droste des Domkapitels Münster
Vom Vater ging auch das Drostenamt des Domkapitels Münster an Everwin über, der es aber nur zwei Jahre lang ausüben konnte, weil er bereits zwei Jahre nach seinem Vater, starb – wahrscheinlich hinweggerafft durch die damals herrschende Pest.